# Bogbytte
Bogbytte, bogbytning eller bogudveksling er en praksis med at bytte bøger mellem en person og en anden. Det bliver praktiseret blandt boggrupper, venner og kollegaer på arbejdet og er en billig måde for folk at udveksle bøger og få en ny bog at læse uden at skulle betale.
Fordi bogbytte forekommer mellem enkeltpersoner, uden central distribution eller lager, og uden at ejeren af ophavsretten tjener et overskud, er praksis blevet sammenlignet med peer-to-peer (P2P) systemer såsom BitTorrent – bortset fra at den originale analoge papirkopi udveksles.

## Udvekslingsprogrammer for gymnasiebøger og universitetsbøger
Mange gymnasier og universiteter har udviklet online bogudvekslingsprogrammer for at hjælpe studerende med at spare penge på lærebøger. Nogle gymnasier bygger deres egne systemer, og andre bruger systemer fra tredjepartstjenesteudbydere.

## Uformelle bogudvekslinger
Nogle bogudvekslinger er uformelle – der er en hylde eller boks, hvor bøger kan efterlades eller afhentes. Udvekslingen er afhængig af, at brugerne forlader og tager bøger og er generelt ikke under opsyn. Se fx bogbytteskab.
Dette er en hyppig praksis på vandrehjem, hvor rejsende kan efterlade en bog og tage en anden bog med sig. Nogle jernbanestationer i Storbritannien har uformelle bogudvekslinger, og en er også blevet sat op i en telefonboks i Kington Magna.

## Bogbytte hjemmesider
- BookCrossing - online bogbytte site
- BookMooch - online bogbytte site
- ReadItSwapIt - online bogbytte site
- Little Free Library - handelspladser som tilbyder gratis bøger, huset i små beholdere, til medlemmer af det lokale samfund
- PaperBackSwap - online bogbytte site begrænset til USA
- Lenro, anvendes til at bringe lokale boglæsere sammen (samme område)

## External henvisninger
- The Guardian and Observer Book Swap: how to take part